# Petar Sabol
Petar Sabol (Čakovec, 1981.), hrvatski je fotograf i publicist. Spada u najnagrađivanije hrvatske fotografe. Redoviti je član žirija na međunarodnim izložbama i fotografskim natjecanjima te je Sonyjev ambasador za Hrvatsku.

## Fotografija
Fotografijom se počeo baviti 2007. Iste se godine priključuje Fotoklubu Čakovec i postaje njegov aktivni član. Od samoga početka svojega fotografskog rada očaran je prirodom i njezinim svijetom, pogotovo područjem makrofotografije. Njegove fotografske slike prikazuju i dočaravaju trenutke iz života prirode koje je većini ljudi teško ili gotovo nemoguće vidjeti u stvarnosti zbog sve većega otuđenja od prirode. Zahvaljujući vrlo predanome i sistematičnome radu, bilježi nevjerojatne kadrove u kojima je glavni kompozicijski sastojak najljepše prirodno svjetlo. Tim idealiziranjem ljepote prirode zauzima svoj čvrsti pozitivni stav prema ljepoti i čudesnosti prirode. Redovito održava radionice o fotografiji i gostujuća predavanja u Hrvatskoj, ali i u susjednim zemljama. Godine 2017. u suradnji s Davorom Žerjavom izdaje knjigu "Kreativna makrofotografija" koja je prvi specijalizirani priručnik za makrofotografiju u Hrvatskoj.

## Nagrade i priznanja
Od početka 2012. sudjelovao je na mnogim međunarodnim izložbama umjetničke fotografije pod visokim patronatom FIAP-a (Fédération Internationale de l'Art Photographique). Nagrađen je više od 300 puta (medaljama i diplomama podjednako) u više od 30 država. Također je sudjelovao na međunarodnim izložbama pod pokroviteljstvom PSA (Photographic Society of America) gdje je isto tako mnogo puta nagrađivan. Nagrađivan je i na drugim specijaliziranim fotografskim natjecanjima diljem svijeta. Ukupan broj nagrada premašuje brojku 500. Dobitnik je prve nagrade na 1x Photo Awards 2015. Nositelj je počasnoga fotografskog zvanja EFIAP/g i EPSA. Njegova poznata fotografija „Natural abstract“ nagrađena je FIAP zlatnom medaljom u makro kategoriji na 7. Salonu fotografije u Ujedinjenim Arapskim Emiratima 2012/116 i trajno je pohranjena u Nacionalnoj knjižnici Francuske u Parizu. Ta je fotografija bila i među 10 najboljih na natjecanju Sony World Photography Awards. Na tome je natjecanju pobjednik u kategoriji National Award za 2015., gdje se s još jednom svojom fotografijom plasirao u 50 najboljih. Nagrađen je na istome natjecanju i 2016. Na natjecanju Fotowestrijd  Arhivirana inačica izvorne stranice od 18. prosinca 2020. (Wayback Machine) dobitnik je prve nagrade u kategoriji makrofotografije s fotografijom „Only love matters“ 2014. Pet godina uzastopce nagrađivan je na američkom National Insect salonu pod pokroviteljstvom PSA od čega je dvaput dobitnik zlatne PSA medalje za najboljega autora salona. Prvu i drugu nagradu osvojio je 2014. za svoje makrofotografije na National Insect Week u Engleskoj, koji se održava svake druge godine. Za manje od četiri godine Petar Sabol postao je najnagrađivaniji hrvatski fotograf. Njegovi su radovi objavljivani u mnogim časopisima (Mirror, Telegraph, The Sun, The Dailymail, Meridijani). Od veljače 2018. član je ULUPUH-a. Dobitnik je i najprestižnije hrvatske fotografske nagrade "Tošo Dabac" koja mu je dodijeljena 8. svibnja 2018. u Fotoklubu Zagreb.

## Izložbe
Redovito izlaže na skupnim izložbama Fotokluba Čakovec od 2010. Do sada je tri puta samostalno izlagao. Krajem 2014. u Zagrebu se predstavio svojom prvom samostalnom izložbom "Leptiri". Drugu samostalnu izložbu "Kingfisher" imao je u travnju 2016. u gradu Negova u Sloveniji pod visokim patronatom FIAP-a, u jednom od šest svjetski priznatih izlagačkih centara FIAP-a. Treću samostalnu izložbu "Kingfisher" predstavio je u Boru, u Srbiji, početkom listopada 2016. Četvrtu samostalnu izložbu "Kreativna makrofotografija" imao je tijekom 2017. i 2018. u Javnoj ustanovi Aquatika u Karlovcu. Petom samostalnom izložbom "Pejzaži" predstavio se zagrebačkoj publici u Galeriji Fotokluba Zagreb povodom dobivanja nagrade "Tošo Dabac".

## Vanjske poveznice
- Osobne stranice Petra Sabola  Arhivirana inačica izvorne stranice od 4. ožujka 2017. (Wayback Machine)
- Stranice Fotokluba Čakovec
- Pun kufer Hrvatski fotograf "Oštro Oko" snimio jednu od najboljih fotografija na svijetu, 20. ožujka 2018.